# Liste der Naturdenkmale in Sonnenberg (Brandenburg)
Die Liste der Naturdenkmale in Sonnenberg (Brandenburg) enthält alle Naturdenkmale der brandenburgischen Gemeinde Sonnenberg im Landkreis Oberhavel, welche durch Rechtsverordnung geschützt sind.
In den Spalten befinden sich folgende Informationen:
- Nr.: Identifizierungsnummer nach veröffentlichter Liste. Sie wird von der unteren Naturschutzbehörde des Landkreises oder der kreisfreien Stadt vergeben. Wenn sie bekannt ist, wird sie angegeben. In dieser Spalte kann sich zusätzlich das Wort Wikidata befinden, der entsprechende Link führt zu Angaben zu diesem Naturdenkmal bei Wikidata.
- Bezeichnung: Benennung des Naturdenkmals, in der Regel wird bei Bäume die Baumart genannt. Bekannte Eigennamen werden mit angegeben.
- Gemarkung: Ort oder Gemarkung, in der sich das Naturdenkmal befindet
- Lage: Nennt die Lage des Naturdenkmals im jeweiligen Ortsteil und die geografischen Koordinaten des Naturdenkmals. Link zu einem Kartenansichtstool, um Koordinaten zu setzen. In der Kartenansicht sind Naturdenkmale ohne Koordinaten mit einem roten beziehungsweise orangen Marker dargestellt und können in der Karte gesetzt werden. Denkmale ohne Bild sind mit einem blauen bzw. roten Marker gekennzeichnet, Denkmale mit Bild mit einem grünen beziehungsweise orangen Marker.
- Beschreibung: die Beschreibung des Naturdenkmales
- Schutzzweck: Erläutert den Grund der Unterschutzstellung
- Bild: Zeigt ein Bild des Naturdenkmales und gegebenenfalls ein Link zu weiteren Fotos im Medienarchiv Wikimedia Commons

## Rönnebeck
| Bild            | Bezeichnung                  | Lage                                                                                              | Beschreibung | Schutzzweck | Nummer |
| --------------- | ---------------------------- | ------------------------------------------------------------------------------------------------- | --- | ----------- | ------ |
| Fotos hochladen | Alte Linde sog. Kirchenlinde | Rönnebeck, auf der Nordseite des Kirchhofs; Flur 2, Flurstück 65 (53° 0′ 14,4″ N, 13° 2′ 24,7″ O) | inmitten des Kirchhofs stehende Sommerlinde. Ihr mächtiger Stamm ist halbseitig offen. Geschätztes Alter 600–800 Jahre. In älteren Publikationen (Ruppiner Heimathefte von 1937) wird sie als „die alte Gerichtslinde“ von Rönnebeck bezeichnet. (Im Bild rechts von der Kirche) |             | 169    |
| BW              | Gerichtslinde                | Rönnebeck, vor dem Kirchhofstor; Flur 2, Flurstück 64 (53° 0′ 14″ N, 13° 2′ 22″ O)                | einzeln stehende, als Gerichtslinde bezeichnete Sommerlinde. Sie hat einen hohlen Stamm mit beidseitigen Öffnungen. Geschätztes Alter: 400–500 Jahre |             | 170    |

## Sonnenberg
| Bild                                    | Bezeichnung      | Lage                                                                            | Beschreibung | Schutzzweck | Nummer |
| --------------------------------------- | ---------------- | ------------------------------------------------------------------------------- | ------------ | ----------- | ------ |
| BW                                      | Kastanienallee   | Sonnenberg, Richtung Wolfsruh von Rauschendorf (53° 2′ 20,9″ N, 13° 6′ 31,2″ O) |              |             | 190    |
| Direkt Bild zu diesem Denkmal hochladen | Lindenallee      | Sonnenberg, Richtung Großwoltersdorf von Rauschendorf ()                        |              |             | 191    |
| BW                                      | Linde-Ahornallee | Sonnenberg, Richtung Neulögow von Rauschendorf (53° 2′ 20,1″ N, 13° 7′ 25,8″ O) |              |             | 192    |